# Bibliothèque classée
Pour les articles homonymes, voir BMC.
Les bibliothèques municipales classées (BMC) ou intercommunales classées (BIC) sont des bibliothèques jouissant d'un statut particulier dans le droit français.
« Entre 1931 et 1972, l’État a procédé au classement de 54 bibliothèques municipales, principalement en raison de l’importance de leurs fonds patrimoniaux (propriété de l’État). Ces bibliothèques sont des services municipaux, la seule exception statutaire étant le fait que leur soit mis à disposition (gratuitement) des conservateurs d’État ; elles n’ont pas de mission particulière, autre que celles que leur assignent leurs élus ou leur confèrent la richesse de leurs collections, la compétence de leurs agents ou l’activité de leurs services. »

## Historique

### Du décret de 1897 à la loi de 1931
La notion de « bibliothèque classée » est introduite par l'article 6 du décret du 1er juillet 1897 qui prévoit que les bibliothèques les plus importantes pourront être classées par le ministre de l'Instruction publique. La direction de ces bibliothèques classées ne pourra être confiée qu'à des diplômés de l'École nationale des chartes ou à d'autres personnes reconnues aptes après examen. Toutefois, les dépenses de personnel demeurent à la charge de la commune. Une liste de 35 bibliothèques classées est ainsi publiée en 1908 ; en 1929, 45 bibliothèques sont ainsi classées.
Ce système est conforté et réformé par la loi du 20 juillet 1931 relative au régime des bibliothèques publiques des villes et de leur personnel. Cette loi répartit les bibliothèques françaises en trois catégories, la première correspondant aux bibliothèques classées. Les bibliothécaires et, dans quelques villes, un bibliothécaire adjoint, deviennent des fonctionnaires de l'État. Ils doivent être munis d'un des diplômes figurant sur une liste ; cependant les bibliothécaires en poste depuis plus de dix ans pourront être maintenus en fonction, même s'ils ne disposent pas des diplômes en question. La rémunération de ces bibliothécaires est partagée entre l'État et la commune, jusqu'en 1983 où elle est prise en charge totalement par l'État.
La loi de 1931 a été codifiée successivement au code des communes (art. L. 341-2 et L. 341-4), au code général des collectivités territoriales (art. L. 1422-2 à L. 1422-5), et enfin au code du patrimoine (L. 310-2 à L. 310-5).
Le statut des bibliothèques municipales classées a été précisé par le décret du 29 avril 1933 relatif au classement et au régime des bibliothèques municipales de 1re catégorie.
Les dispositions toujours en vigueur de ce décret ont été codifiées aux articles R. 1422-2 et R. 1422-3 du code général des collectivités territoriales puis aux articles R. 310-1 et R. 310-2 du code du patrimoine.
Entre 1931 et 1972, l’État a procédé au classement de 54 bibliothèques municipales, principalement en raison de l’importance de leurs fonds patrimoniaux (propriété de l’État). Depuis 1972, la liste des bibliothèques n'a connu aucun changement. 
Dans les années 1980, le rapport dit Béghain conduisit à la création de la catégorie « bibliothèques municipales à vocation régionale » (BMVR), en 1992. Cette nouvelle catégorie ne se substitue pas aux bibliothèques municipales classées, certaines BMC sont également BMVR, d’autres non.

### Applicabilité à l'Alsace-Moselle?
En 1929, les BM de Colmar, Strasbourg (et probablement Mulhouse) sont classées à leur tour. Cependant, la ville de Strasbourg conteste ce classement devant le Conseil d'État, le décret de 1897 ayant été pris alors que les trois départements étaient allemands et n'ayant pas été étendu expressément après 1918. Reconnaissant le bien-fondé de son argumentation, le Conseil d'État annule le classement de la BM de Strasbourg le 19 mai 1933. 
Les BM de Colmar, Metz et Mulhouse ont bien été classées en 1re catégorie par le décret no 48-431 du 10 mars 1948,. La non-application de ces dispositions aux trois départements du Bas-Rhin, du Haut-Rhin et de la Moselle a depuis été affirmée par la législation, en dernier lieu par l'article L.310-6 du code du patrimoine, jusqu'à l'ordonnance du 27 avril 2017 qui a abrogé cet article. Avant l'intervention du décret du 4 mars 2020, l'article R.310-3 du code du patrimoine indiquait également que le classement des bibliothèques ne s'appliquait pas dans ces trois départements, et les bibliothèques de Colmar, Mulhouse et Metz n'étaient pas mentionnées à l'article R.310-4, tout en fonctionnant comme telles. 

### Réécriture du statut (2017-2020)
Prise sur le fondement de la loi relative à la liberté de la création, à l'architecture et au patrimoine, l'ordonnance no 2017-650 du 27 avril 2017 modifie la partie législative du code du patrimoine dans un objectif de clarification et de simplification. La répartition des bibliothèques en trois catégories est supprimée.  Le nouvel article L.320-1 du code du patrimoine prévoit désormais que des bibliothèques municipales ou intercommunales peuvent être classées et bénéficier de la mise à disposition de conservateurs d'État. 
La partie réglementaire du livre III du code du patrimoine est actualisée à son tour par le décret no 2020-195 du 4 mars 2020 portant diverses dispositions relatives aux bibliothèques.

## Caractères et statut des bibliothèques classées
Les textes normatifs ne précisent pas clairement les critères de classement des bibliothèques classées. En fait, elles répondent à au moins une des caractéristiques suivantes :
- gérer des fonds documentaires appartenant à l'État, provenant essentiellement des confiscations révolutionnaires, mais aussi de dépôts effectués par le gouvernement, surtout au XIXe siècle et, dans certains cas, de fonds ecclésiastiques conservés par l'État après la loi de séparation des Églises et de l'État en 1905 ;
- posséder en propre des fonds patrimoniaux, souvent anciens et pour certains précieux ;
- desservir une population importante.

Le critère d'existence d'un fonds patrimonial, présent dans une version de travail de la future ordonnance du 27 avril 2017, n'est finalement pas retenu. 
Le classement d'une bibliothèque ou son déclassement ne peut intervenir qu'après consultation du conseil municipal ou du conseil communautaire pour les bibliothèques intercommunales. Toutefois, selon le texte issu de l'ordonnance de 2017, l'accord de la collectivité ou du groupement n'est plus formellement requis. Le classement est prononcé par décret pris sur le rapport du ministre de la Culture et du ministre chargé du Budget.
Les bibliothèques municipales et intercommunales classées peuvent bénéficier de la mise à disposition de conservateurs d'État, placés sous l'autorité du maire ou du président de l'EPCI, mais payés par l'État. 
Les textes antérieurs prévoyaient également que les bibliothèques municipales classées étaient soumises au contrôle permanent de l'Inspection générale des bibliothèques, ce qui signifiait que les inspections étaient théoriquement plus fréquentes ; cette disposition ne figure plus expressément dans les textes en vigueur. 

## Application et adaptation récente du statut
En 2007, quelque 150 conservateurs d'État étaient ainsi mis à disposition des bibliothèques classées, leur nombre pouvant varier de un à quatorze par collectivité. À cette période, dans le cadre de la révision générale des politiques publiques, le système a été mis en cause. Il a été annoncé d'abord que le système devait être rationalisé, les postes de conservateurs d'État n'étant accordés que pour certaines fonctions précises. Des projets du ministère de la Culture annonçaient même un abandon pur et simple de cette mise à disposition. L’économie ainsi réalisée sur le budget de l'État, estimée entre 10 et 11 millions d'euros, aurait permis d'augmenter les aides à l'économie du livre, à travers le Centre national du livre qui aurait été transformé à l'occasion en Agence du livre.
Finalement ni le principe du classement de certaines bibliothèques ni celui de la mise à disposition de conservateurs d'État n'ont été mis en cause, mais le système a bien été ajusté. Toutes les mises à disposition doivent ainsi être prévues dans une convention ; par ailleurs, la mise à disposition doit concerner certaines missions pour lesquelles l'État est plus directement impliqué : gestion de collections appartenant à l'État, développement du numérique, mise en réseau de bibliothèques. Ce recentrage a permis de faire baisser le nombre de fonctionnaires concernés. En 2013, ils sont au nombre de 106. 

## Liste des bibliothèques municipales et intercommunales classées
La liste des bibliothèques classées, établie par l'article 1er du décret de 1933, modifié à plusieurs reprises, est désormais contenue dans l'article D. 320-1 du code du patrimoine ; il y a 54 bibliothèques classées.
Tenant compte des transferts de compétences à des structures intercommunales, surtout autour des grandes villes (métropole, communauté urbaine, communauté d'agglomération ou communauté de communes), le législateur attribue également le classement à des bibliothèques dépendant en fait d'une de ces structures.

### Auvergne-Rhône-Alpes
- Chambéry : Bibliothèque municipale de Chambéry
- Clermont-Ferrand : Bibliothèques et médiathèques de Clermont Auvergne Métropole[N 1]
- Grenoble : Bibliothèque municipale de Grenoble
- Lyon : Bibliothèque municipale de Lyon
- Moulins : Médiathèque communautaire de Moulins[N 1]
- Saint-Étienne : Médiathèques municipales
- Valence : Médiathèque publique et universitaire de Valence[N 1]

### Bourgogne-Franche-Comté
- Autun : Bibliothèque municipale[N 1]
- Besançon : Bibliothèque municipale d'étude et de conservation
- Chalon-sur-Saône : Bibliothèque municipale de Chalon-sur-Saône
- Dijon : Bibliothèque municipale de Dijon
- Dole : Médiathèque de l'Hôtel-Dieu[N 1]

### Bretagne
- Brest : Médiathèque François-Mitterrand - Les Capucins
- Rennes : Bibliothèques de Rennes[N 1],[N 2] (c'est plus spécialement la bibliothèque des Champs libres, intercommunale, qui est concernée par le classement)

### Centre-Val-de-Loire
- Bourges : Bibliothèque municipale
- Orléans : Bibliothèques d'Orléans[N 2]
- Tours : Bibliothèque municipale de Tours

### Grand Est
- Châlons-en-Champagne : Bibliothèque Georges-Pompidou[N 2]
- Colmar : Bibliothèque des dominicains
- Metz : Bibliothèques-médiathèques
- Mulhouse : Bibliothèques-médiathèques
- Nancy : Bibliothèque municipale de Nancy
- Reims : Bibliothèque Carnégie[N 2]
- Troyes : Médiathèque Jacques Chirac[N 1],[N 2]

### Hauts-de-France
- Amiens : Bibliothèque Louis Aragon (Bibliothèques d'Amiens Métropole[N 1])
- Boulogne-sur-Mer : Bibliothèque des Annonciades
- Cambrai : Médiathèque d'agglomération de Cambrai[N 1]
- Compiègne : Bibliothèque Saint-Corneille
- Douai : Bibliothèque Marceline Desbordes-Valmore
- Lille : Bibliothèque municipale
- Roubaix : Médiathèque
- Valenciennes : Bibliothèque municipale

### Île-de-France
- Versailles : Bibliothèque municipale de Versailles

### Normandie
- Caen : Bibliothèque de Caen[N 1]
- Le Havre : Bibliothèque Armand-Salacrou
- Rouen : Bibliothèques de Rouen

### Nouvelle-Aquitaine
- Bordeaux : Bibliothèque municipale de Bordeaux
- La Rochelle : Médiathèque Michel-Crépeau[N 1],[N 2]
- Limoges : Bibliothèque francophone multimédia de Limoges[N 2]
- Pau : Médiathèque intercommunale André-Labarrère[N 1]
- Périgueux : Médiathèque Pierre-Fanlac
- Poitiers : Médiathèque François-Mitterrand[N 1],[N 2]

### Occitanie
- Albi : Bibliothèques d'Albi[N 1]
- Montpellier : Médiathèques et bibliothèques de Montpellier Méditerranée Métropole
- Nîmes : Carré d'art - Bibliothèques
- Toulouse : Bibliothèques de Toulouse[N 2]

### Pays de la Loire
- Angers : Médiathèque Toussaint
- Le Mans : Médiathèque Louis-Aragon
- Nantes : Bibliothèque municipale de Nantes

### Provence-Alpes-Côte d'Azur
- Aix-en-Provence : Bibliothèque Méjanes
- Avignon : Médiathèque Ceccano[10]
- Carpentras : Bibliothèque Inguimbertine
- Marseille : Alcazar[N 2]
- Nice : Bibliothèque municipale à vocation régionale[N 2]